# 霊宝市
霊宝市（れいほうし）は、中華人民共和国河南省三門峡市に位置する県級市。

## 行政区画
- 鎮:城関鎮、尹荘鎮、朱陽鎮、陽平鎮、故県鎮、豫霊鎮、大王鎮、陽店鎮、函谷関鎮、焦村鎮
- 郷:川口郷、寺河郷、蘇村郷、五畝郷、西閻郷